# 안토니오 알폰세카
안토니오 알폰세카(Antonio Alfonseca, 1972년 4월 16일 ~ )는 도미니카 공화국의 전 프로 야구 투수이다. 메이저 리그 베이스볼(MLB) 팀 플로리다 말린스, 시카고 컵스, 애틀랜타 브레이브스, 텍사스 레인저스, 필라델피아 필리스 등지에서 뛰었다.